# Зайнуллин, Радик Анварович
Радик Анварович Зайнуллин (2.4.1961, рабочий посёлок Красноусольский, Гафурийского района, БАССР) — химик-органик, доктор химических наук (2003), профессор (2010), отличник образования Республики Башкортостан (2011). Научные труды Зайнуллина посвящены направленному синтезу низкомолекулярных биорегуляторов, феромонов, ювеноидов и других с применением озонолиза циклических олефинов.

## Биография
Зайнуллин Радик Анварович родился 2 апреля 1961 года в посёлке Красноусольский Гафурийского района БАССР.
В 1983 году успешно окончил Башкирский государственный университет. После окончания университета работал в Институте органической химии УНЦ РАН.
С 1990 года работает преподавателем в Уфимском государственном университете экономики и сервиса.
Одновременно в 1998—2006 годах работал заведующим отделом аспирантуры. В 1988 году в Уфимском филиале Московского технологического института (ныне Институт экономики и сервиса УГНТУ) на механико-технологическом факультете была начата подготовка химиков-технологов. Зайнуллин Радик Анварович был приглашён преподавателем в новую кафедру «Специальной химической технологии» (СХТ) Уфимского государственного университета экономики и сервиса (УГНТУ).
С 2007 года начальник отдела качества.

## Личная жизнь
Женат, один сын.

## Научная деятельность
Издал более 200 научных трудов и является автором 15 изобретений.